# モスクワの市旗
モスクワの市旗 (もすくわのしき) は、1995年2月1日にモスクワの市の旗として制定された。
暗い赤の地の中心にモスクワの市章にも描かれている、馬上から槍で龍を刺す聖ゲオルギオスが描かれている。